# Padu
Padu – wieś w Estonii, w prowincji Virumaa Zachodnia, w gminie Laekvere.